# Variationen WoO 80
Die 32 Variationen über ein eigenes Thema in c-Moll, WoO 80, sind ein 1806 komponiertes Variationswerk für Klavier von Ludwig van Beethoven. Der Erstdruck erfolgte 1807 in Wien durch den Verlag Bureau d'Arts et d'Industrie.

## Analyse
Das Werk besteht aus einem achttaktigen Thema im Dreivierteltakt mit der Tempobezeichnung Allegretto und darauffolgenden 32 Variationen, die sich in Charakter, Dynamik und technischer Schwierigkeit unterscheiden. Das kurze, einfache Thema und die Wichtigkeit der Basslinie weist auf einen möglichen Einfluss der Chaconne hin. Johannes Brahms, der dieses Werk selber öffentlich vorgetragen hat, könnte es als Vorbild für das Finale seiner Vierten Sinfonie, das als Chaconne angelegt ist, verwendet haben. Die durchschnittliche Aufführungsdauer beträgt etwa 11 Minuten.

### Thema
Das Thema wird von einer chromatisch absteigenden Basslinie gebildet, welche als strukturelle Grundlage für die Variationen dient. Die scharf punktierte Melodie in der linken Hand weist hingegen eine diatonisch aufsteigende Linie auf, die zum Höhepunkt auf den zweiten Schlag des sechsten Taktes (sforzato) hinführt und dann plötzlich in einem piano endet. Dieser charakteristische dynamische Aufbau bleibt bis zur vierten Variation sowie in den Variationen VII, IX, XII, XIII, XIV u. a. erhalten.

### Variationen
- Var. I, II, III

Die ersten drei Variationen werden durch gebrochene Akkorde in den entsprechenden Harmonien des Themas geprägt, die zuerst mit der linken (Var. I), dann mit der rechten Hand (Var. II) und schließlich mit beiden Händen zugleich in Gegenbewegung (Var. III) ausgeführt werden. Die technische Schwierigkeit besteht dabei in der Leichtigkeit (piano leggiermente) der Arpeggios sowie in der schnellen Aufeinanderfolge derselben Taste (Repetition).
- Var. IV, V, VI

Die vierte Variation besteht aus Staccato-Triolen in der Innenstimme und einer zusätzlichen Außenstimme, während die Basslinie identisch mit der des Themas ist. Variation V ist eine Kombination aus Staccato-Arpeggien und Legato-Oktaven, wobei die charakteristische Betonung auf der zweiten Zählzeit erhalten bleibt. Die Variation endet erstmals mit einem crescendo und führt so zur sechsten Variation im fortissimo. Diese sehr stürmische Variation ist wiederum triolisch aufgebaut und trägt die Angabe sempre staccato e sforzato.
- Var. VII, VIII, IX

Die folgenden zwei Variationen stehen wieder im piano und sind durch eine gebrochene Akkordfigur gekennzeichnet, die zuerst in der linken Hand als Begleitung (Var. VII) und dann zusätzlich in der rechten Hand als eine Art erweitertes Arpeggio auftritt (Var. VIII). In der ausdrucksstarken neunten Variation bildet der in Sechzehnteltriolen ausgeschriebene Triller der rechten Hand einen Gegenrhythmus zur Quartinenbegleitung in der linken Hand. Gleichzeitig muss die rechte Hand die mit espressivo überschriebene Melodie ausführen, welche durch aufsteigende Halbtonschritte Seufzer imitiert. Diese Variation entfernt sich durch eine freie Harmonik erstmals etwas weiter vom Thema.
- Var. X, XI

Die beiden furiosen Variationen X und XI bilden den ersten Höhepunkt des Werks. Sie sind mit sempre forte überschrieben und durch eine rasante Zweiunddreißigstel-Figur geprägt, die wiederum zuerst in der linken (Var. X) und dann in der rechten Hand (Var. XI) auftritt. Kennzeichnend ist auch die durch das sforzato stark überzeichnete Synkope zwischen der ersten und zweiten Zählzeit jeden Taktes und das fehlen des ersten Schlages. Die für Beethoven typische Synkopierung zieht sich in Var. X über einen, in Var. XI sogar über ganze zwei Takte hin. Umso stärker betont erscheint schließlich der Akkord auf den ersten Schlag im letzten Takt, welcher von einer über drei Oktaven fallenden Tonleiter gefolgt wird und damit zu Var. XII überleitet.
- Var. XII, XIII, XIV, XV, XVI

Diese fünf Variationen stehen in C-Dur (maggiore) und bilden einen großen Kontrast zu den vorhergehenden. Sie stehen wieder im piano und haben einen lieblich-verträumten Charakter. Die ersten drei sind durch Auftakte eng verknüpft. Zuerst erklingt das Thema in einer tiefen Lage wieder beinahe in seiner Grundgestalt (semplice), wodurch das Zeitmaß ruhiger wirkt (Var. XII). Dann tritt es in der Bassstimme auf, während die linke Hand verzierende Figuren dazuspielt (Var. XIII). In Var XIV tritt dasselbe Spiel in Terzen auf.
Variation XV (dolce) wird wiederum durch Triolen charakterisiert, wobei die Oktaven in der rechten Hand synkopiert gebunden sind. Variation XVI wiederholt diese Figur mit Sechzehnteln in der rechten Hand, wodurch wieder ein etwas bewegterer „Zwei-gegen-Drei-Rhythmus“ entsteht.
- Var. XVII, XVIII, XIX

Die Tonart ist nun wieder c-Moll, der Charakter bleibt zunächst allerdings noch dolce (Var. XVII). Nach dieser durch ausgeprägte Polyphonie gekennzeichneten siebzehnten Variation erklingen im forte schnelle aufsteigende Skalen in der rechten Hand, die an die Verzierungen des Themas erinnern (Var. XVIII). Das Thema tritt ab hier nur mehr in als harmonisches Grundgerüst auf und ist an und für sich nicht mehr erkennbar. Variation XIX ist ein ständiges Wechselspiel zwischen piano und forte mit Melodie in der linken Hand, welches durch die Triolenbegleitung in der rechten Hand sehr aufgeregt wirkt.
- Var. XX, XXI

Diese beiden Variationen sind durch eine überbetonte dritte Zählzeit (sforzato) und durch synkopierte Akkorde geprägt. Die Triolenläufe werden ein weiteres Mal zuerst mit der linken, dann mit der rechten Hand gespielt.
- Var. XXII, XXIII, XXIV

Die seit Variation XVIII sich immer weiter vom Thema entfernenden Figuren enden schließlich in einem Oktavkanon (Var. XXII) im forte, dem die bloße harmonischen Grundgestalt des Themas im pianissimo folgt (Var. XXIII). Die Variationen werden zunehmend immer freier und lösen sich schließlich fast vollständig vom Thema. Die XXIV. Variation erinnert wieder etwas an die Figur der ersten Variation, nur ist sie triolisch aufgebaut und durch Vorschläge verziert. Diese Leichtigkeit wird in der XXV. Variation (leggiermente) beibehalten und die Figur weiter verziert, während die ursprüngliche Basslinie einfach gehalten ist.
- Var. XXVI, XXVII, XXVIII, XXIX

Die XXVI. und XXVII. Variation kontrastieren durch das forte und die lebhaften Akkordsprünge stark mit der darauffolgenden Variation XXVIII. Diese enthält eine mit semplice überschriebene Kantilene im piano. Derselbe Laut-leise-Kontrast zeichnet sich in den Variationen XXIX (fortissimo) und XXX (pianissimo) noch stärker ab.
- Var. XXXI, XXXII

Variation XXXI bringt erstmals wieder das Thema in seiner Grundgestalt, welches in den vorhergehenden Variationen nur mehr sehr entfernt als harmonische Basis auftrat. Es wird durch eine aufgeregte Zweiunddreißigstel-Begleitung in der linken Hand begleitet und bleibt sempre pianissimo. Erst im letzten Takt steigert sich die zunehmend aufgeregter werdende Stimmung langsam in ein crescendo.
In der letzten Variation (XXXII) erreicht sie in virtuosen Septolen-Läufen der rechten Hand schließlich das fortissimo. Hier wird die achttaktige Variationsform aufgelöst und es folgt ein 43-taktiger, freier Schlussteil. Er beginnt mit Triolenläufen der rechten Hand, welche schließlich wieder im pianissimo enden. Dann folgt ein letztes Mal das Thema mit dem strengen Aufbau einer weiteren Variation. Die Auflösung wird allerdings 9 Takte lang hinausgezögert. Es folgt ein letztes großes crescendo, das zwischen Tonika und Dominante pendelt und in einem gebrochenen verminderten Septakkord in fallenden Oktaven im fortissimo endet. Dieser spannungsreiche, für Beethoven typische Akkord wird – wie das Thema – im überraschenden piano aufgelöst.